# Аризона (фільм, 1918)
«Аризона» (англ. Arizona) — американська комедійна мелодрама 1918 року режисера Альберта Паркера з Дугласом Фербенксом в головній ролі.

## Сюжет
Армійський лейтенант у листі в Аризону говорить молодій жінці, що він не любить її, тому вона ухитряється одружитися на його командуючому офіцері, який є також його найкращим другом.

## У ролях
- Дуглас Фербенкс — лейтенант Дентон
- Теодор Робертс — Кенбі
- Кейт Прайс — місіс Кенбі
- Фредерік Бертон — полковник Бенхам
- Гаррі Нортрап — капітан Годґемен
- Френк Кампе — Келлар
- Кетлін Кіркгем — Естрелла
- Марджорі Доу — Боніта
- Маргаріт Де Ла Мотт — Лена
- Реймонд Гаттон — Тоні
- Роберт Болдер — лікар
- Альберт Маккворрі — лейтенант Гаттон